# راه‌آهن لندن و جنوب غربی

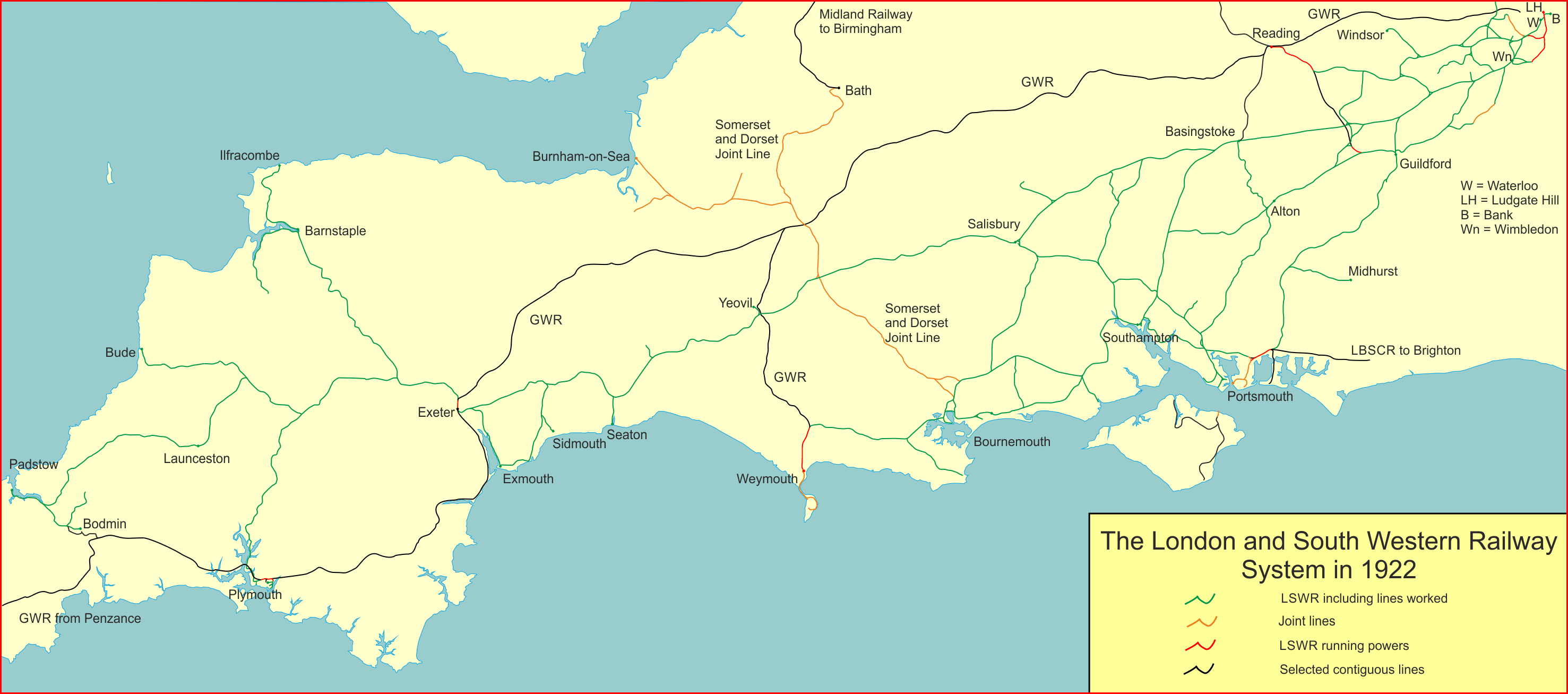
خط LSWR در ۱۹۲۲

راه‌آهن لندن و جنوب غربی (انگلیسی: London and South Western Railway) یا LSWR شرکت ترابری ریلی در انگلستان بود که بین سال‌های ۱۸۳۸ و ۱۹۲۲ فعالیت می‌کرد. این شرکت خطوط راه‌آهن بین لندن تا پلیموت) را در اختیار داشت. این شرکت در ۱۹۲۳ با شرکت راه‌آهن جنوبی ادغام شد.